# Prisomera asperum
Prisomera asperum är en insektsart som först beskrevs av Brunner von Wattenwyl 1907.  Prisomera asperum ingår i släktet Prisomera och familjen Phasmatidae. Inga underarter finns listade i Catalogue of Life.